# Iglesia de San Giovanni Battista delle Monache
La iglesia de San Giovanni Battista delle Monache es una iglesia de la ciudad de Nápoles ubicada en via Santa Maria di Costantinopoli.

## Historia
Fue construido por Francesco Antonio Picchiatti en los años 1673-1681, mientras que la fachada data del siglo siguiente y es obra de Giovan Battista Nauclerio. En esos años la importancia del complejo monástico creció hasta extenderse sobre una vasta porción de la ciudad incluyendo seis claustros (el que se conserva es el Claustro de San Giovanniello), seis miradores y otros lugares de ocio.
En el siglo XIX se abrió via Conte di Ruvo cortando los pasillos con el convento y el claustro, que posteriormente se convirtió en la sede de la Academia de Bellas Artes, diseñada por Errico Alvino; Detrás de la iglesia se encontraba el Bastión de Vasto, demolido para dar cabida al Teatro Bellini, cuyas obras dañaron las estructuras de la iglesia, que había sido restaurada unas décadas antes (1850).
En 1930, luego de un terremoto, fue nuevamente restaurada y en 1970 se consolidó la cripta; entre 1969 y 1974 todos los bienes muebles artísticos fueron trasladados a los depósitos de la Superintendencia. El terremoto de 1980 y el intento de restauración de 1982 agravaron aún más las condiciones estáticas de las estructuras, determinadas por restauraciones anteriores, lo que provocó el colapso de la bóveda y la cúpula; por ello, la iglesia actualmente no puede ser visitada y se encuentra en proceso de restauración y restauración, mientras que la cúpula ha sido completamente reconstruida utilizando técnicas tradicionales.

## Descripción

### Exterior
La fachada del Nauclerium presenta dos órdenes clásicos; la primera compuesta y la segunda corintia, mientras que las columnas proceden del palacio situado donde hoy se levanta la iglesia. El primer orden se compone de un pórtico de piperno elevado, quizás para respetar también de forma homogénea el trazado de ese tramo de vía donde se ubica el pórtico de la iglesia de Santa Maria della Sapienza; el orden superior está marcado por tres ventanas de piperno con tímpano arqueado. El remate está compuesto por un marco donde en el centro se eleva un tímpano triangular.

### Interior
En el interior, dos capillas a cada lado, se encontraban numerosas obras pictóricas y escultóricas (todas trasladadas a otros lugares), realizadas por: Luca Giordano, Mattia Preti, Massimo Stanzione, Andrea Vaccaro, Bernardo Cavallino, Francesco Di Maria, Giovanni Balducci, Paolo De Matteis, Giuseppe Simonelli, Oronzo Malinconico, Giacomo Farelli, Andrea dell'Asta, Giuseppe Tomajoli, Orazio Frezza, Santillo Sannino, Nicola Fumo. Desafortunadamente, las decoraciones de mármol han sido desfiguradas por robos o arruinadas por décadas de falta de mantenimiento.